# San Pedro Pedernal
San Pedro Pedernal är en ort i Mexiko.   Den ligger i kommunen Acala och delstaten Chiapas, i den sydöstra delen av landet, 800 km öster om huvudstaden Mexico City. San Pedro Pedernal ligger 446 meter över havet och antalet invånare är 140.
Terrängen runt San Pedro Pedernal är kuperad åt nordost, men åt sydväst är den platt. Runt San Pedro Pedernal är det ganska tätbefolkat, med 52 invånare per kvadratkilometer. Närmaste större samhälle är Acala, 5,8 km nordväst om San Pedro Pedernal. I omgivningarna runt San Pedro Pedernal växer huvudsakligen savannskog.